# Сальніков Валерій Олександрович
Валерій Олександрович Сальніков (рос. Валерий Александрович Сальников; нар. 31 липня 1939, Миколаїв, УРСР — пом. 24 листопада 2013, Москва, Росія) — радянський та російський футбольний тренер. Заслужений тренер РРФСР (1989).

## Життєпис
Про кар'єру гравця дані відсутні.
У 1967 році почав працювати тренером, увійшовши до тренерського штабу кисельовського «Шахтаря». У 1972 році працював начальником команди в «Кузбасі».
У 1977 році почав самостійну тренерську кар'єру, очоливши «Газовик» (Оренбург). У 1978-1979 роках працював головним тренером таганрозького «Торпедо», а в 1980 році очолював казанський «Рубін». З 1981 року працював у челябінському «Локомотиві» — спочатку на адміністративних посадах, а в 1983 році — головним тренером.
З 1986 по 1993 рік тренував іжевський «Зеніт», під його керівництвом команда зіграла близько 300 матчів. У 1988 році привів команду до перемоги в Кубку РРФСР серед команд другої ліги.
Потім працював на керівних посадах в іжевському клубі «Газовик-Газпром» / «СОЮЗ-Газпром» — віце-президентом (1996, 2000-2001) і президентом (1997-2000, 2002-2005). У січні-березні 1999 року одночасно виконував обов'язки головного тренера, команда в цей час не зіграла жодного матчу. У 2007 та 2008 роках входив до тренерського штабу команди. Багато років входив до складу Ради Професійної футбольної ліги Росії.
З 2011 року до кінця життя працював спортивним директором ФК «Іжевськ».
Помер 24 листопада 2013 року на 75-му році життя.